# Javier Rupérez
Francisco Javier Rupérez Rubio (Madrid, 24 de abril de 1941) es un político y diplomático español, miembro integrante del Partido Popular español desde su fundación en 1989.

## Biografía
Nacido el 24 de abril de 1941 en Madrid, cursó estudios de bachillerato en el Colegio del Pilar, en Madrid. Es licenciado en derecho y periodismo por la Universidad Complutense de Madrid. Durante su etapa universitaria fue militante democristiano en la oposición al franquismo, siendo en 1963 uno de los fundadores de la revista Cuadernos para el diálogo, dirigida por Joaquín Ruiz-Giménez. En ella escribió regularmente sobre cine, teatro y política internacional.
Fue miembro de Izquierda Democrática, durante la transición a la democracia tras la muerte de Francisco Franco. En 1977 se afilió a la Unión de Centro Democrático (UCD), dirigida por Adolfo Suárez, de la que fue miembro de su Comité Ejecutivo y secretario de Relaciones Internacionales. El 11 de noviembre de 1979 fue secuestrado por la organización terrorista ETA político-militar que lo mantuvo cautivo durante 31 días en un zulo de Trasmoz. Aunque en un principio Arnaldo Otegi fue acusado de participar en el secuestro, finalmente fue absuelto al no ser identificado por Rupérez como uno de sus captores, siendo condenadas Françoise Marhuenda y Begoña Aurteneche.
En 1982 pasa a formar parte del partido de ideología democristiana, Partido Demócrata Popular (PDP), del que terminaría siendo presidente en su última etapa cuando, bajo su jefatura como dirigente, el partido pasó a denominarse Democracia Cristiana. PDP/Democracia Cristiana integró la Coalición Popular, con Alianza Popular y el Partido Liberal, creada en 1982 tras la desaparición de UCD, y decidió romper con la misma en 1988, concurriendo en solitario a las elecciones europeas, autonómicas y municipales con resultados adversos. Miembro desde 1989 del recién creado Partido Popular (PP), Javier Rupérez facilitó la integración de la Democracia Cristiana en el partido y fue vicepresidente del PP y miembro de su comité ejecutivo hasta el año 2000.

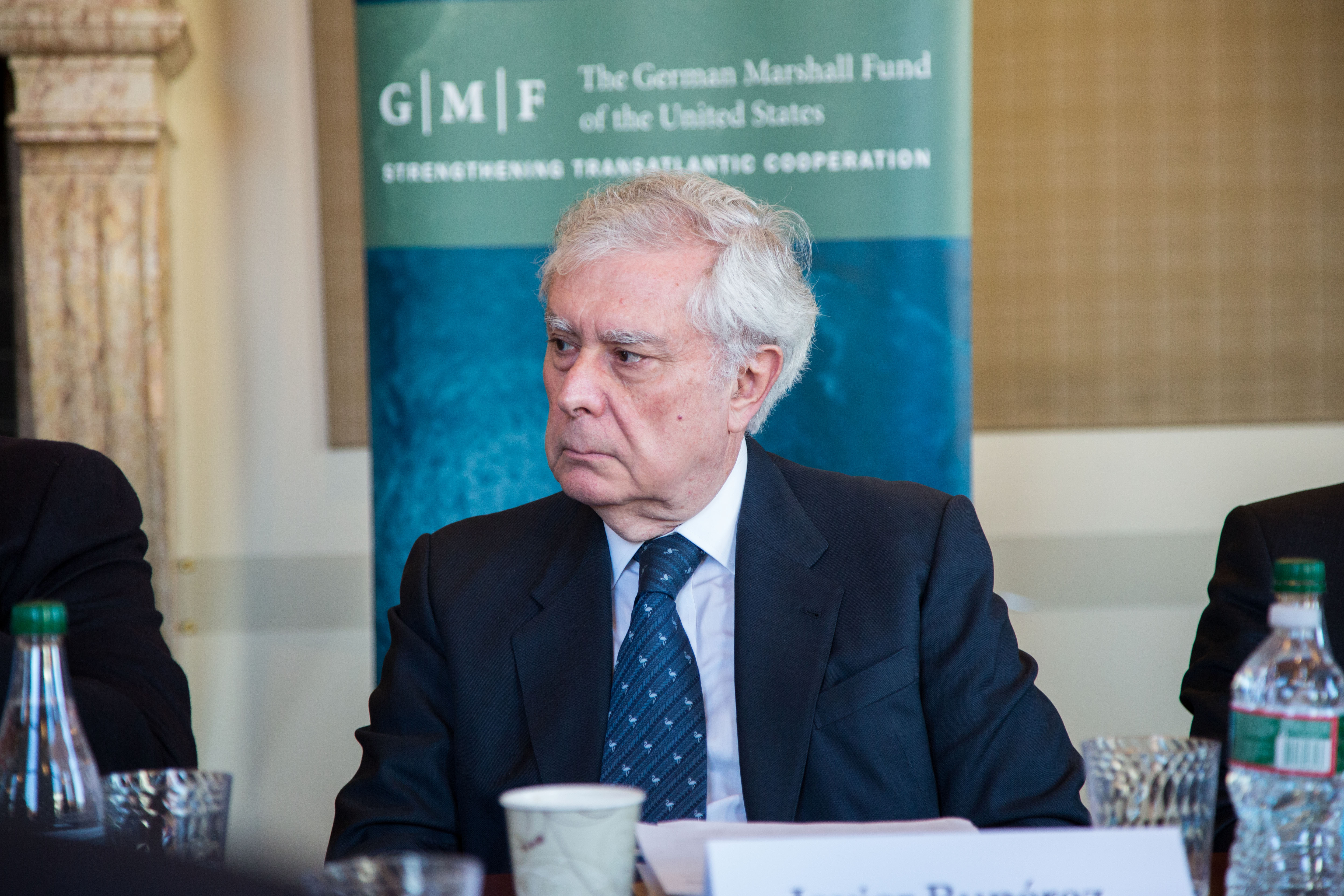
Rupérez el 18 de noviembre de 2014

Ha sido parlamentario (diputado y senador) desde 1979 hasta el año 2000, siendo elegido por las provincias de Cuenca (en 1979 y 1986), Madrid (en 1989) y Ciudad Real (en 1993, 1996 y 2000). En 1983 fue elegido diputado regional por la provincia de Cuenca y senador por la comunidad autónoma de Castilla-La Mancha. Formó parte de la Asamblea Parlamentaria del Consejo de Europa, de la Organización del Tratado del Atlántico Norte (OTAN) y de la Organización para la Seguridad y la Cooperación en Europa (OSCE). Fue presidente de la Asamblea Parlamentaria de la OSCE entre 1996 y 1998 y Presidente de la Asamblea Parlamentaria de la OTAN entre 1998 y 2000. En 1998 fue elegido Presidente de la Internacional Demócrata Cristiana, puesto del que dimitió en el año 2000. Había sido desde 1988 Vicepresidente de la Unión Europea Demócrata Cristiana (UEDC). Como responsable de relaciones internacionales sucesivamente de la UCD, del PDP/DC y del PP participó activamente y facilitó el reconocimiento internacional de esos partidos.
Fue Presidente de la Comisión de Asuntos Exteriores del Congreso de los Diputados entre 1996 y 2000, ocupando la presidencia de la Comisión de Defensa en el año 2000. Entre 1979 y 1996 había sido portavoz para cuestiones de asuntos exteriores y defensa de la UCD, del PDP y del PP.
Como diplomático ha sido embajador ante la Conferencia sobre la Seguridad y Cooperación en Europa (1979-1982). Fue Embajador de España ante la OTAN, inmediatamente después de la entrada de España en la alianza (1982). Previamente había estado destinado en Addis Abeba, Etiopía; en Varsovia, Polonia; en Helsinki, Finlandia y en Ginebra, ante las Naciones Unidas. En 1976 y 1977 había sido Jefe de Gabinete del Ministro español de Asuntos Exteriores, Marcelino Oreja, puesto desde el que contribuyó a la adopción de las primeras decisiones sobre política exterior española, tras la muerte del general Franco. Entre ellas, la adhesión de España a todos los textos y convenios de la ONU sobre derechos humanos, la revisión de los acuerdos entre España y la Santa Sede o la normalización de relaciones diplomáticas con los países del Este de Europa y con México. Como Embajador de España ante los Estados Unidos ha permanecido en Washington D. C. entre 2000 y 2004, año en el que el Consejo de Seguridad le eligió, con el rango de Secretario general adjunto, para desempeñar el recién creado puesto de director ejecutivo del Comité contra el Terrorismo del Consejo de Seguridad de las Naciones Unidas en Nueva York. Hasta 2013 fue cónsul general en Chicago (Estados Unidos), cargo que ocupó tras su dimisión como máximo responsable del Directorio del Comité contra el Terrorismo de las Naciones Unidas.

## Producción literaria
Rupérez es autor de una serie de libros, principalmente ensayos políticos, aunque también se ha adentrado en el mundo de la narrativa:
- Estado confesional y libertad religiosa (1970)
- Europa entre el miedo y la esperanza (1976)
- España en la OTAN: relato parcial (1986)
- Primer libro de relatos (1989)
- Secuestrado por ETA (1991)
- El precio de una sombra (2005)
- El espejismo multilateral (2009)
- Memoria de Washington (2011)

## Galardones
Está en posesión de numerosas condecoraciones españolas y extranjeras, entre ellas la gran cruz de la Orden de Isabel la Católica.